# Paweł Brożek
Paweł Łukasz Brożek (Kielce, 21. travnja 1983.) umirovljeni je poljski nogometaš.